# Puente Breña
El Puente Breña es un puente ubicado en la ciudad de Huancayo, Perú. Cruza el río Mantaro uniendo el Distrito de El Tambo con el distrito de Pilcomayo en la provincia de Huancayo, departamento de Junín. Es considerado la principal vía de cruce del río Mantaro y soporta un fuerte tráfico al constituir una de las dos salidas de la ciudad rumbo a la ciudad de Lima y contar únicamente con dos carriles y un estrecho paso peatonal.